# Nazmi Sulejmani
Pour les articles homonymes, voir Sulejmani.
 (mai 2025).
Si vous disposez d'ouvrages ou d'articles de référence ou si vous connaissez des sites web de qualité traitant du thème abordé ici, merci de compléter l'article en donnant les références utiles à sa vérifiabilité et en les liant à la section « Notes et références ».
 (mai 2025).
La mise en forme du texte ne suit pas les recommandations de Wikipédia : il faut le « wikifier ».
Les points d'amélioration suivants sont les cas les plus fréquents. Le détail des points à revoir est peut-être précisé sur la page de discussion.
- Les titres sont pré-formatés par le logiciel. Ils ne sont ni en capitales, ni en gras.
- Le texte ne doit pas être écrit en capitales (les noms de famille non plus), ni en gras, ni en italique, ni en « petit »…
- Le gras n'est utilisé que pour surligner le titre de l'article dans l'introduction, une seule fois.
- L'italique est rarement utilisé : mots en langue étrangère, titres d'œuvres, noms de bateaux, etc.
- Les citations ne sont pas en italique mais en corps de texte normal. Elles sont entourées par des guillemets français : « et ».
- Les listes à puces sont à éviter, des paragraphes rédigés étant largement préférés. Les tableaux sont à réserver à la présentation de données structurées (résultats, etc.).
- Les appels de note de bas de page (petits chiffres en exposant, introduits par l'outil «  Source ») sont à placer entre la fin de phrase et le point final[comme ça].
- Les liens internes (vers d'autres articles de Wikipédia) sont à choisir avec parcimonie. Créez des liens vers des articles approfondissant le sujet. Les termes génériques sans rapport avec le sujet sont à éviter, ainsi que les répétitions de liens vers un même terme.
- Les liens externes sont à placer uniquement dans une section « Liens externes », à la fin de l'article. Ces liens sont à choisir avec parcimonie suivant les règles définies. Si un lien sert de source à l'article, son insertion dans le texte est à faire par les notes de bas de page.
- La présentation des références doit suivre les conventions bibliographiques. Il est recommandé d'utiliser les modèles {{Ouvrage}}, {{Chapitre}}, {{Article}}, {{Lien web}} et/ou {{Bibliographie}}. Le mode d'édition visuel peut mettre en forme automatiquement les références.
- Insérer une infobox (cadre d'informations à droite) n'est pas obligatoire pour parachever la mise en page.

Pour une aide détaillée, merci de consulter Aide:Wikification.
Si vous pensez que ces points ont été résolus, vous pouvez retirer ce bandeau et améliorer la mise en forme d'un autre article.
Nazmi Sulejmani (en albanais : Nazmi Sulejmani ; en macédonien : Назми Сулејмани), connu sous le nom de Komandant Arusha, né le 16 février 1965 à Aračinovo et mort le 2 février 2018 dans la même localité, était un commandant albanais de l'Armée de libération nationale (ALN) pendant l'Insurrection de 2001 en Macédoine.

## Biographie

### Jeunesse
Nazmi Sulejmani naît dans le village d’Aračinovo, près de Skopje, dans la République socialiste de Macédoine, une entité fédérée de l’ancienne République fédérative socialiste de Yougoslavie. Peu d’informations sont disponibles sur sa jeunesse, mais il est issu d’une famille albanaise traditionnelle respectée. Son père, Haxhi Nazmi Sulejmani, était une figure locale connue.

### Engagement militaire
Au début des années 2000, Sulejmani rejoint l'Armée de libération nationale (ALN), une organisation insurgée formée en grande partie de volontaires albanais de Macédoine, du Kosovo et de la diaspora. Il devient commandant du 5e Bataillon de la 113e Brigade « Ismet Jashari ».
Il joue un rôle actif dans plusieurs opérations majeures de l'insurrection :
- L'attaque de Brest en mars 2001.
- La Bataille de Matejče, une confrontation intense avec les forces macédoniennes.
- La Crise d'Aračinovo, durant laquelle son unité défend le village face à une vaste offensive de l’armée macédonienne. L’évacuation des combattants de l’ALN par l’OTAN provoque une controverse nationale.
- La Bataille de Slupčane, menée avec Beqir Sadiku.
- La Bataille de Nikuštak, marquant un tournant tactique de l'insurrection.

Il participe également à la capture de quatre soldats macédoniens, plus tard échangés contre Xhavit Hasani, un cadre de l’ALN détenu par l’ONU au Kosovo.

### Mort et héritage
Nazmi Sulejmani meurt d’un arrêt cardiaque à son domicile à Aračinovo le 2 février 2018. Sa mort est largement pleurée dans la communauté albanaise de Macédoine du Nord, et plusieurs commémorations lui sont dédiées chaque année.
Considéré par ses partisans comme un héros de la résistance albanaise, il incarne pour beaucoup la lutte pour l’égalité des droits dans un État multiethnique.